# Xã Sherman, Quận St. Joseph, Michigan
Xã Sherman (tiếng Anh: Sherman Township) là một xã thuộc quận St. Joseph, tiểu bang Michigan, Hoa Kỳ. Năm 2010, dân số của xã này là 3.205 người.